# Paraleptomysis banyulensis
Paraleptomysis banyulensis är en kräftdjursart som först beskrevs av Mihai Bacescu 1966.  Paraleptomysis banyulensis ingår i släktet Paraleptomysis och familjen Mysidae. Inga underarter finns listade i Catalogue of Life.